# Peromyscus mekisturus
Peromyscus mekisturus е вид бозайник от семейство Хомякови (Cricetidae). Видът е критично застрашен от изчезване.